# 馮培元
馮培元（1815年—1853年），字因伯，浙江仁和縣（今屬杭州市）人。咸豐初年官至湖北學政、光祿寺卿。太平軍攻佔武昌後，投井自盡。

## 生平
馮培元自幼喪父，由母何氏撫養成人。道光二十四年（1844年），馮培元考中一甲第三名進士（探花），授翰林院編修。咸豐二年（1852年），大考二等，擢升為侍講。不久，擢湖北學政，在數月之間，連升侍講學士、光祿寺卿。咸豐二年十二月（1853年），太平軍勢如破竹，進攻武昌。馮培元偕同守城。城破後，培元投井自盡。咸豐三年正月，太平軍棄城而去，清軍向榮部入城，方為其收斂。文宗破格撫恤武昌殉難文武官員，贈馮培元侍郎，建立專祠祭祀，并授騎都尉世職，諡文介，并賜兩子學瀚、學灃舉人。

## 延伸阅读
[在维基数据编辑]
 《清史稿·卷399》，出自趙爾巽《清史稿》

## 外部連結
- 馮培元 （页面存档备份，存于） 中研院史語所